# 신안 우이도 선창
신안 우이도 선창(新安 牛耳島 船艙)은 대한민국 전라남도 신안군 도초면 우이도에 있는 조선시대의 선창이다. 2010년 5월 27일 전라남도의 기념물 제243호로 지정되었다.

## 개요
신안 우이도 선창은 한국에 형태가 거의 완전히 남아있는 유일한 전통 포구시설로서 조선시대에 중수(1745년)한 기록물(비석)이 남아있고, 계속해서 사용된 유적으로 보기 드문 해운관련 문화유산이다.
연대가 정확히 남아있고, 형태도 비교적 잘 남아 있어 섬사람들의 생활문화를 보여주는 상징적인 가치가 있다.

## 같이 보기
- 우이도항 - 대한민국의 국가어항

## 참고 자료
- 신안 우이도 선창 - 국가유산청 국가유산포털